# Katholische Pfarrkirche Vöcklabruck

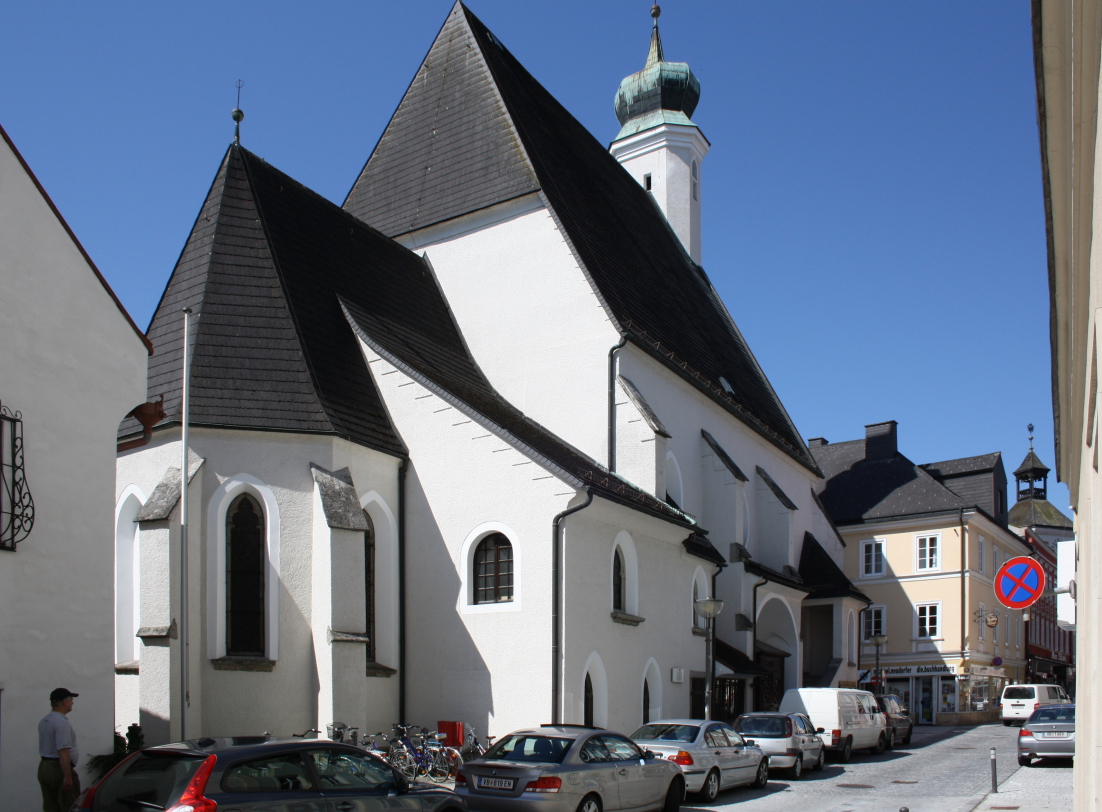
Nordostansicht

Die römisch-katholische Pfarrkirche Vöcklabruck, genannt auch Stadtpfarrkirche St. Ulrich, steht in der Stadtgemeinde Vöcklabruck im Bezirk Vöcklabruck in Oberösterreich. Die dem heiligen Ulrich geweihte Kirche – dem Stift Sankt Florian inkorporiert – gehört zum Dekanat Schwanenstadt in der Diözese Linz. Die Kirche und die ehemalige Friedhofsfläche stehen unter Denkmalschutz.

## Lage
Sie befindet sich in der Hinterstadt direkt neben dem sogenannten Heimathaus Vöcklabruck, dem ehemaligen Benefiziatenhaus.

## Geschichte
Eine Kirche in Vöcklabruck wurde 1391 erstmals urkundlich genannt. Nach dem Bau der Stadtmauer lagen die bereits bestehenden Kirchen – die Schöndorfer Kirche, mindestens seit 1146/47 Pfarrkirche der Stadt, und die Dörflkirche – außerhalb der Stadtmauer. Daher wurde um die Mitte des 14. Jahrhunderts in Eigeninitiative der Stadtväter innerhalb der Stadtmauern eine Ulrichskapelle errichtet. Anfang des 15. Jahrhunderts erfolgte der Neubau dieser Kapelle.
In der Mitte des 15. Jahrhunderts wurde für die Kirche ein Benefizium gestiftet, welches von 1550 bis 1625 evangelische Geistliche innehatten. In dieser Zeit wurden ältere Fresken übertüncht, die bei der Restaurierung im Jahr 1985 wiederentdeckt wurden.
Nach der Benefiziumstiftung wurde 1450 mit dem Bau des zweischiffigen Langhauses begonnen und die bestehende Kapelle zum Chorraum umgestaltet. 1476 wurde die neue Kirche geweiht. Im 17. und 18. Jahrhundert folgten barocke Zubauten wie die Sakristei und das Oratorium. 1925 errichtete man in der Westfassade einen schmalen, achteckigen Turm mit Zwiebelhelm, der Türme aus dem 18. und 19. Jahrhundert ersetzte.
Unter Kaiser Josef II. wurde St. Ulrich im Zuge der Josephinischen Reformen 1785 zur Stadtpfarrkirche erhoben. Nachdem der Benefiziat Sebastian Schwarz 1842 in unmittelbarer Nähe die erste Kinderbewahrungsanstalt errichtete und 1850 den Franziskanerorden der Vöcklabrucker Schulschwestern gründete, gab es bis 1965 Bestrebungen, die zu kleine Stadtpfarrkirche zu vergrößern oder durch einen Neubau zu ersetzen.

## Baubeschreibung

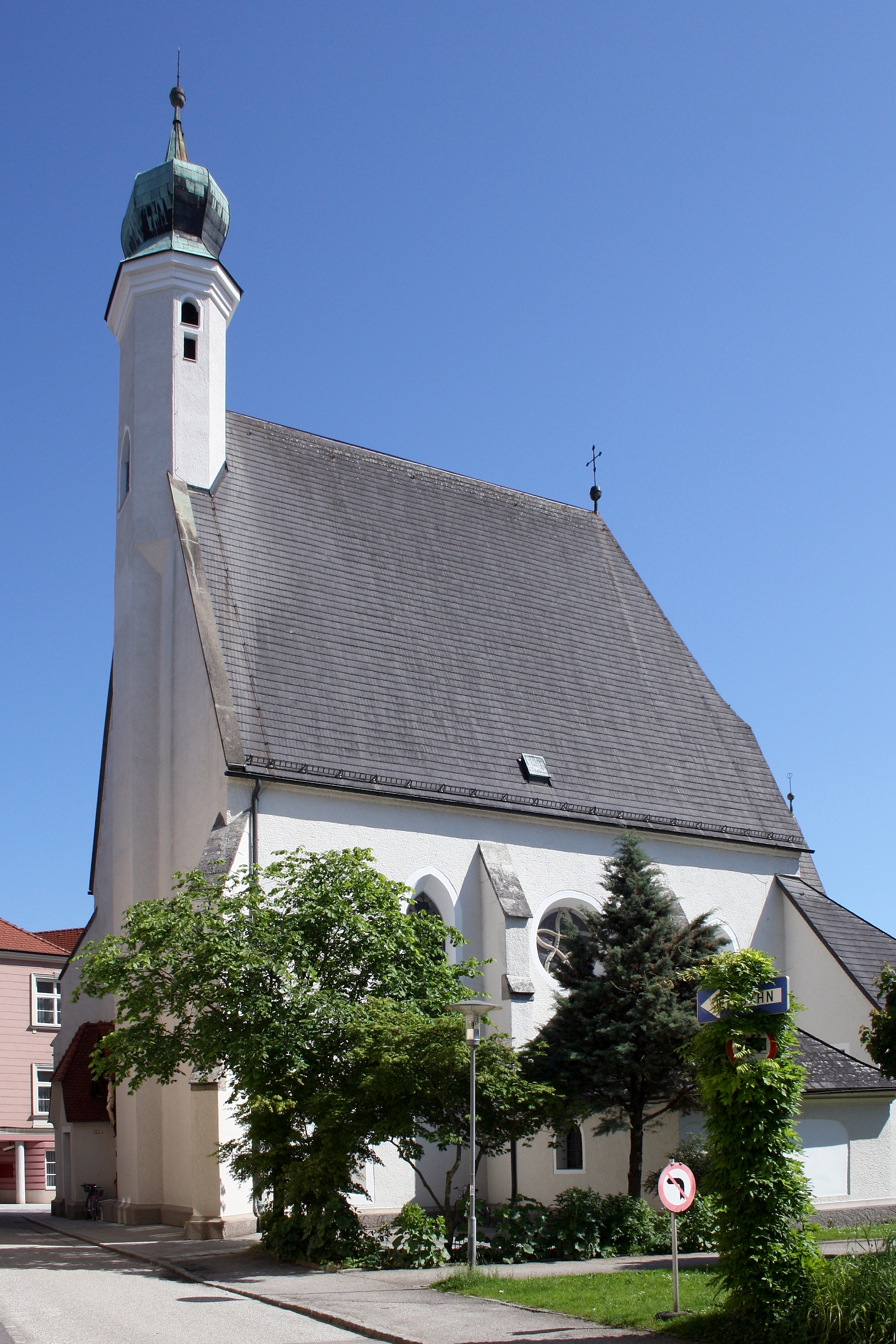
Südwestansicht der Stadtpfarrkirche St. Ulrich

Die spätgotische Hallenkirche besteht aus einem zweischiffigen und dreijochigen Langhaus mit einem Netz- und Sternrippengewölbe, erbaut im 4. Viertel des 15. Jahrhunderts, und einem einjochigen, gotischen Chor mit 5/8-Schluss und Kreuzrippengewölbe. Er entstand aus der ersten gotischen Kapelle, erbaut ca. um 1360 und ist daher niedriger und schmäler als das spätere Langhaus. Im Westen des Langhauses steht auf drei Säulen die zweigeschoßige, vierachsige, barocke Empore.

## Ausstattung
Der barocke Hochaltar stammt aus der Zeit um 1760. Der Meister des Hochaltarbildes ist unbekannt; die Statuen hl. Christophorus (links) und hl. Florian sowie die Thronengel werden der Werkstatt Schwanthalers zugeschrieben. Der linke Seitenaltar mit einem Altarbild von Bartholomäus Altomonte (um 1760) ist dem hl. Sebastian, der rechte mit einem Altarblatt von Bernhard Schmidt aus Gmunden dem hl. Josef geweiht.
Die vier Glasfenster im Chor und die sechs des Langhauses aus dem Jahr 1922 sind ein Werk des rheinländischen Glasmalers Josef Raukamp (1881–1960), der 1915 in Linz eine Glasmalerei erwarb. Die 14 Kreuzwegbilder an der Langhauswand und der unteren Emporenbrüstung schuf Anton Fölsch 1872. Das Fresko Der Gute Hirte im Triumphbogen malte in Annäherung an den Jugendstil 1936 der Linzer Künstler Alfred Stifter (1904–2003).
Die Lourdeskapelle, ursprünglich eine Annakapelle mit Tonnengewölbe und Stichkappen, war um 1660 direkt an die Stadtmauer gebaut worden. Um 1930 wurde sie zur Lourdeskapelle umgestaltet.
Die Orgel aus dem Jahr 1878 ist ein Werk von Johann Nepomuk Carl (1818–1884) aus der Orgelbauerfamilie Mauracher (Fügener Linie). 1993 wurde von der Werkstätte des Orgelbaumeisters S.F. Blank aus Lingewaal in Holland in das bestehende Gehäuse ein neues Werk eingebaut.
Die alten Glocken wurden im Ersten und Zweiten Weltkrieg eingeschmolzen. 1987 wurden vier neue Glocken von der Salzburger Glockengießerei Oberascher (mit einem Gewicht von 120 bis 590 kg) erworben.

## Bildergalerie

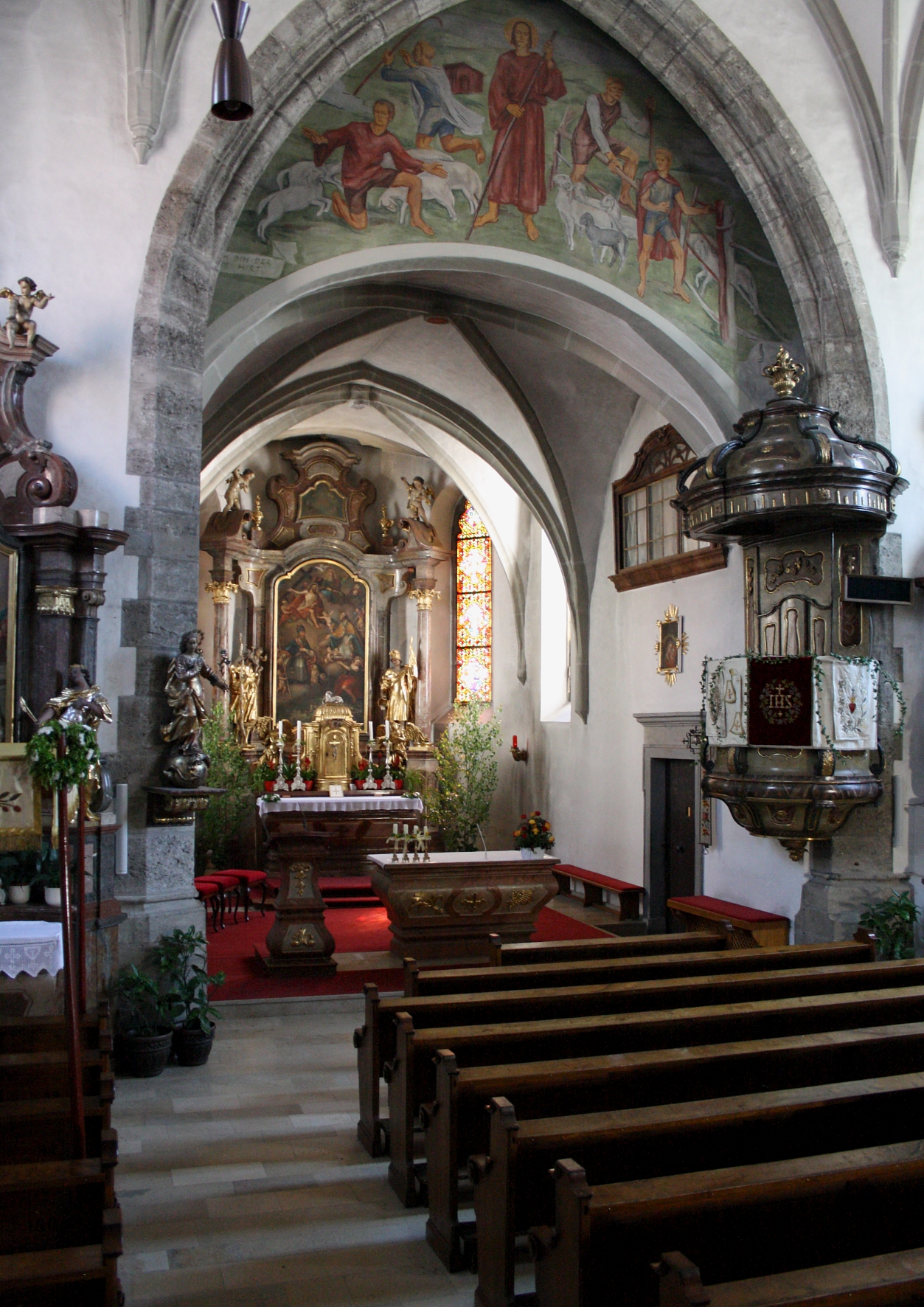
Blick Richtung Chor mit dem Fresko von Alfred Stifter
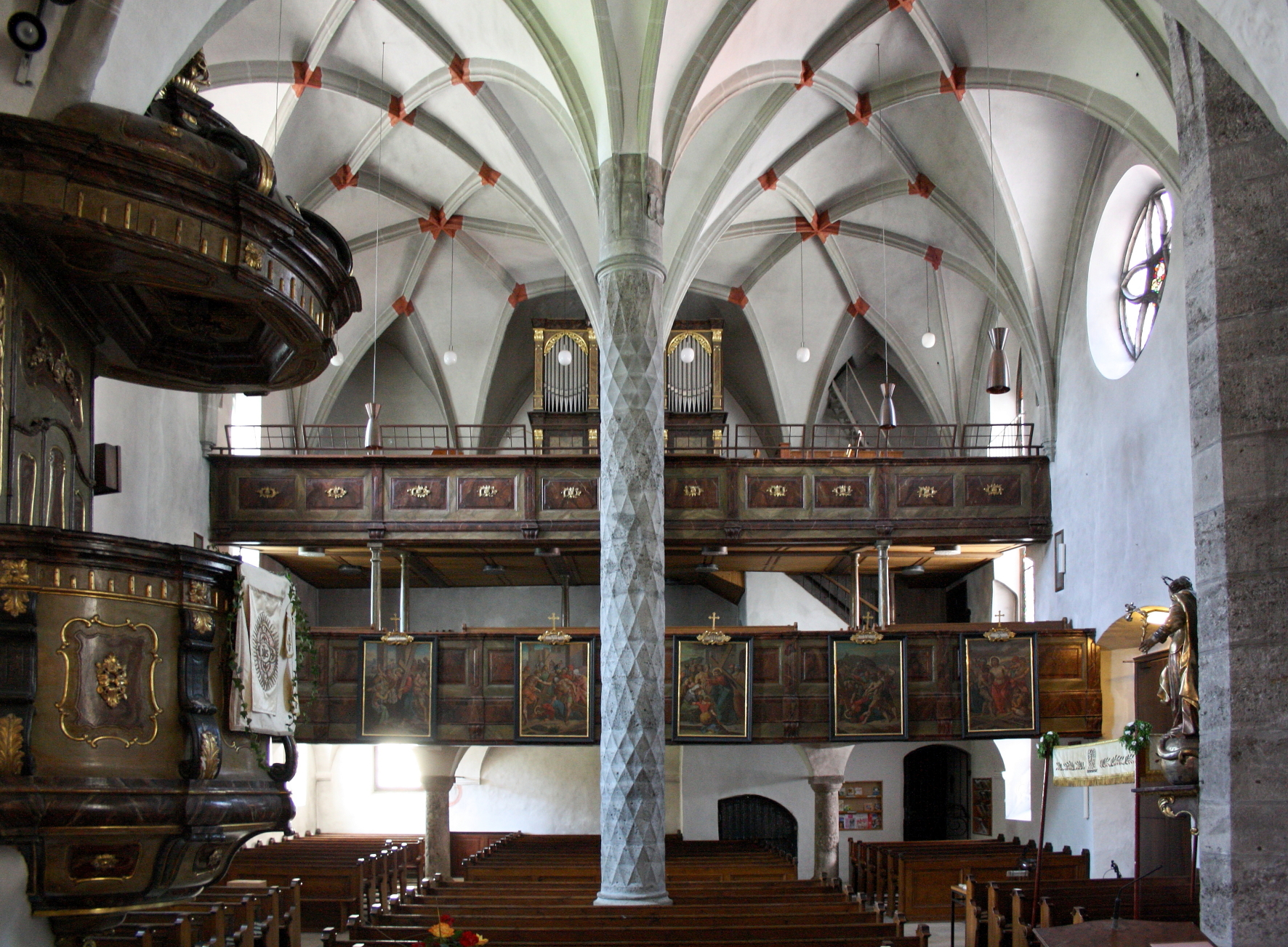
Blick gegen Westen – die zweigeschoßige Empore
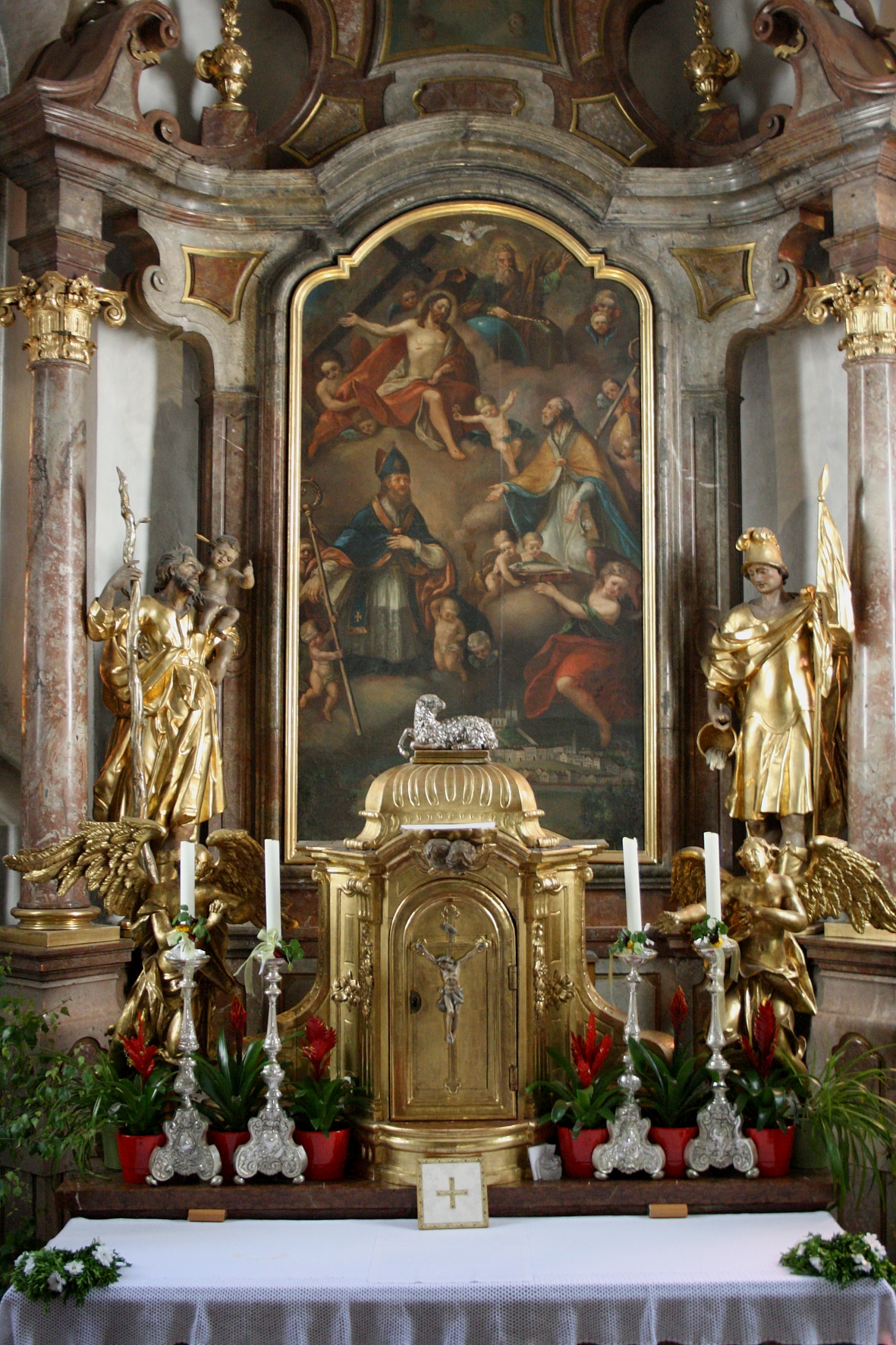
Barocker Hochaltar aus der Zeit um 1760
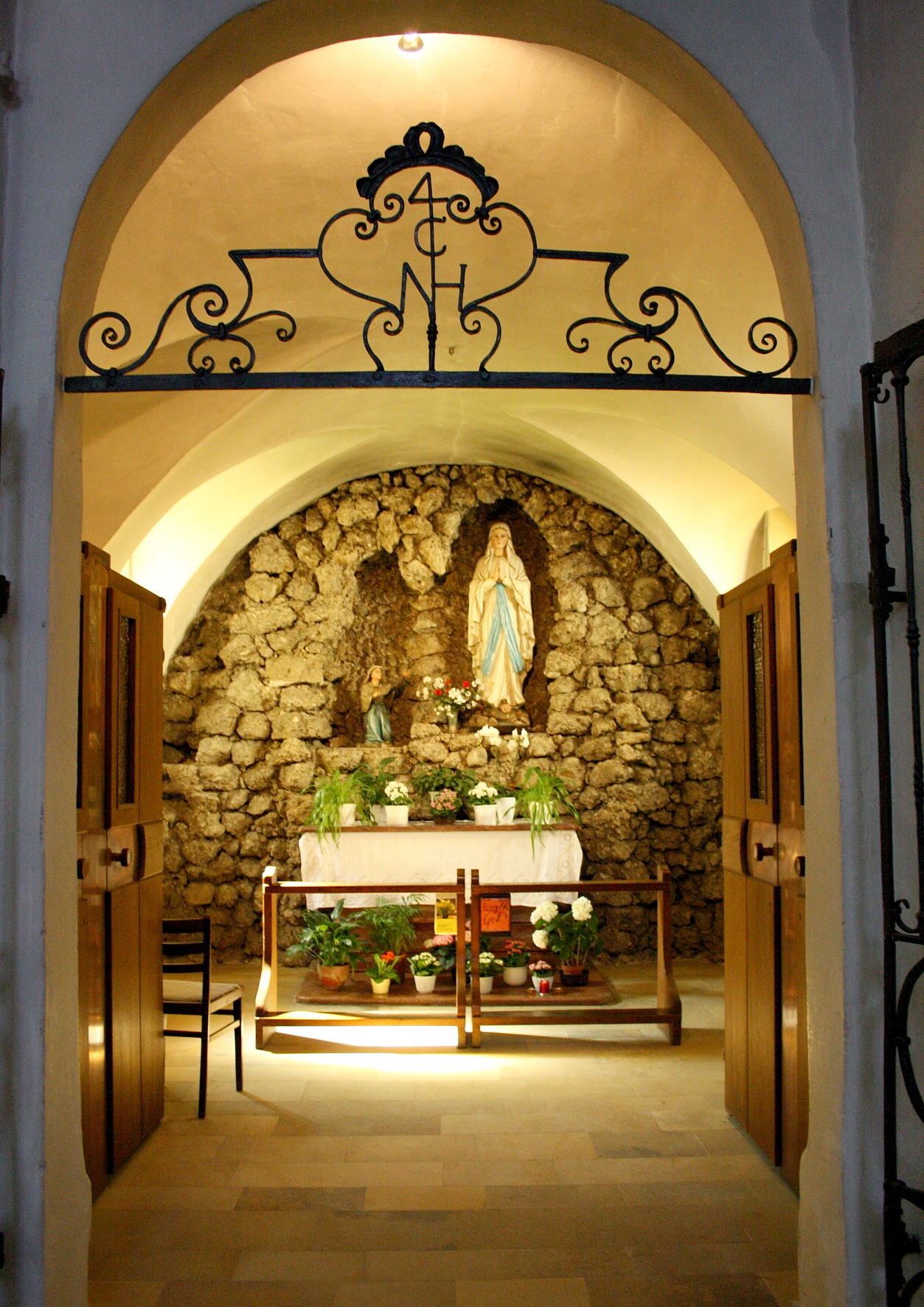
Die Lourdeskapelle